# Kim Cameron

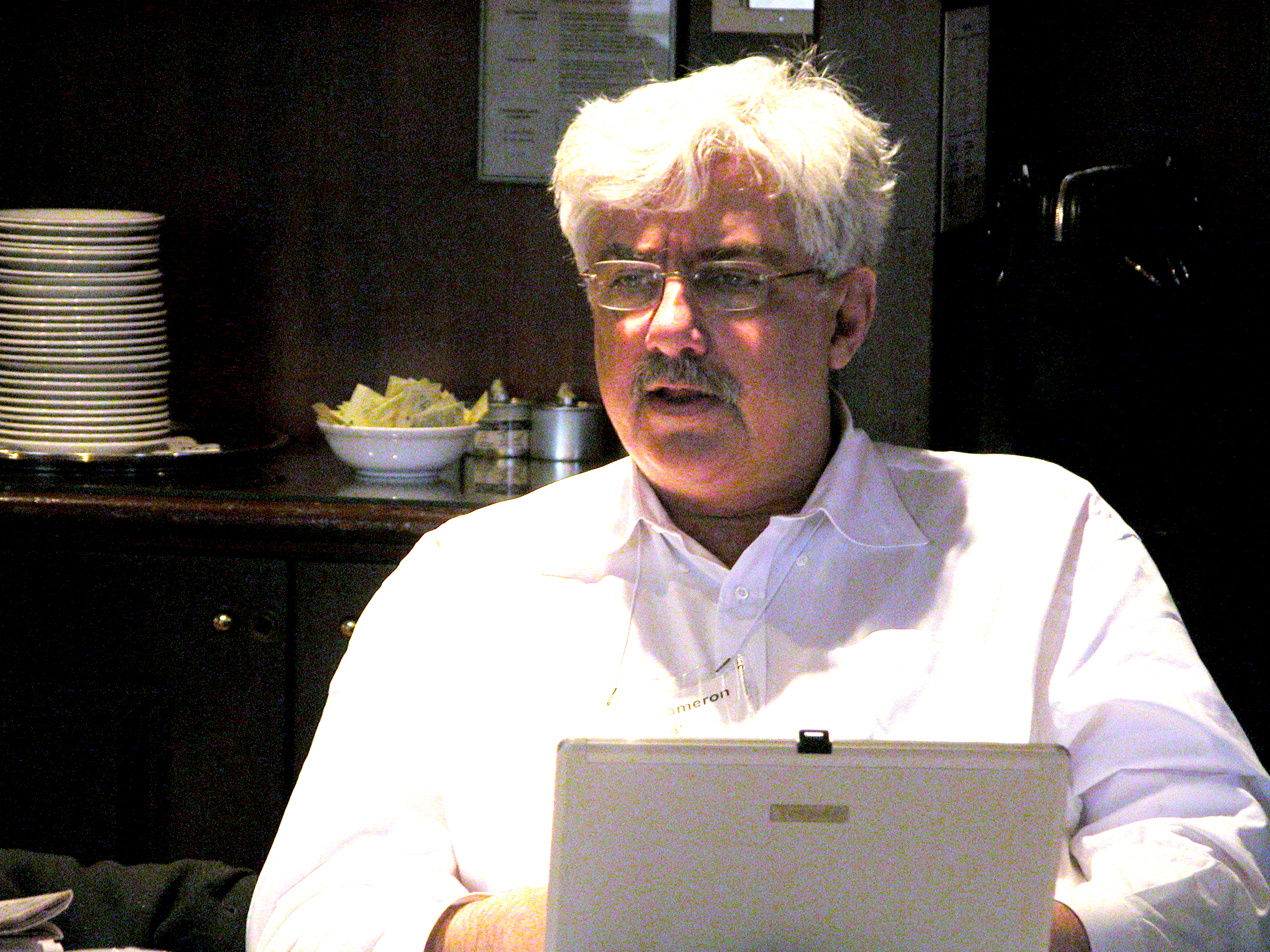
Kim Cameron

Kim Cameron, 31 augustus 1948 — 30 november 2021, werkte in dienst bij Microsoft op het gebied van identificatie. Hij leidde voor 1999 zijn eigen onderneming, ZoomIt, die door Microsoft werd overgenomen.
Cameron is geboren in Canada en heeft eerst aan het King's College van Dalhousie University gestudeerd, is daar op zijn 19e jaar afgestudeerd met een bachelor graad in natuur- en wiskunde, en daarna aan Universiteit van Montréal, waar hij promoveerde op computersimulatie in sociale wetenschappen. Hij speelde in het midden van de jaren 70 gitaar in zijn band Limbo Springs. Hij werd hoofd van de computerafdeling van de George Brown University en hielp daar om tekortkomingen in de implementatie van e-mail te verhelpen.
Cameron heeft bij ZoomIt het Identity Metasystem en de Windows CardSpace, eerder als InfoCard bekend, ontwikkeld. Hij ontwikkelde het Identity Metasysteem vanuit zijn zeven Laws of Identity, die hij op zijn blog toelichtte. Het systeem is als een open standaard opgezet om identificatie en authenticatie onafhankelijk van platform en omgeving te kunnen toepassen.

## Websites
- Kim Cameron remembered via his 7 Laws for Identity, 4 juni 2022.
- J Fontana. Kim Cameron: Identity's god, 26 december 2005.